# Marcillé
Marcillé es una comuna nueva francesa situada en el departamento de Deux-Sèvres, de la región de Nueva Aquitania.

## Historia
Fue creada el 1 de enero de 2019, en aplicación de una resolución del prefecto de Deux-Sèvres de 6 de julio de 2018 con la unión de las comunas de Pouffonds y Saint-Génard, pasando a estar el ayuntamiento en la antigua comuna de Saint-Génard.

## Demografía
Según los datos aportados en la resolución del prefecto de Deux-Sèvres, la comuna se crea con 793 habitantes.

## Composición
| Comuna fusionada | Código INSEE | Población (2016) | Superficie (km²) | Densidad (hab./km²) |
| ---------------- | ------------ | ---------------- | ---------------- | ------------------- |
| Pouffonds        | 79214        | 413              | 7.15             | 58                  |
| Saint-Génard     | 79251        | 355              | 11.07            | 32                  |